# اچ‌دی ۱۳۵۹۴۴
اچ‌دی ۱۳۵۹۴۴ یک ستاره است که در صورت فلکی گاوران قرار دارد.